# Belebeï
Belebeï (en russe : Белебей) est une ville de la république de Bachkirie, en Russie, et le centre administratif du raïon Belebeïevski. Sa population s'élevait à 59 137 habitants en 2019.

## Géographie
Belebeï est située près de la rivière Oussen, dans le bassin de la Kama, à 140 km au sud-ouest d'Oufa et à 1 070 km à l'est de Moscou.

## Population
Recensements (*) ou estimations de la population
| 1856  | 1897* | 1913  | 1926*  | 1939*  | 1959*  | 1970*  |
| ----- | ----- | ----- | ------ | ------ | ------ | ------ |
| 2 300 | 5 835 | 8 100 | 11 387 | 15 535 | 26 172 | 32 460 |

| 1979*  | 1989*  | 2002*  | 2006   | 2010*  | 2012   | 2013   |
| ------ | ------ | ------ | ------ | ------ | ------ | ------ |
| 43 213 | 53 443 | 60 928 | 61 146 | 60 188 | 59 900 | 59 683 |

| 2014   | 2015   | 2016   | 2017   | 2018   | 2019   | 2020 |
| ------ | ------ | ------ | ------ | ------ | ------ | ---- |
| 59 533 | 59 430 | 59 204 | 59 123 | 59 175 | 59 137 | -    |

## Personnalités
Sont nés à Belebeï :
- Vladimir Boukovski (1942–2019), ancien dissident soviétique
- Inna Tchourikova (1943–), actrice russe
- Magouba Syrtlanova (1912-1971), héroïne de l'Union soviétique